# Йоркширский терьер
Йо́ркширский терье́р, или йорк (англ. yorkshire terrier) — порода декоративных собак, выведенная в Англии, в графстве Йоркшир в конце XIX века, на основе таких пород как манчестер-терьер, скайтерьер, мальтезе и др.
В настоящее время йоркширский терьер — одна из самых популярных комнатно-декоративных пород собак.

## История породы
Родиной йоркширского терьера являются графства Йоркшир и Ланкашир в северной Англии.
Его возможным предком называют уотерсайдского терьера. Эта порода была популярна в XVIII—XIX веках в Йоркшире и описывалась как Маленькая, серо-голубая собака с полудлинной шерстью». Этих собак держали крестьяне, так как им было запрещено заводить больших собак, чтобы они не браконьерствовали на землях, принадлежавших знати. Небольшие собачки охраняли дома от грызунов и сопровождали своих хозяев в торговых поездках вдоль рек и каналов (отсюда и название).
Некоторые специалисты называют в числе предков йорков и мальтийских болонок, хотя они значительно отличаются от них: у мальтезе висячие уши и белый окрас. Считается, что йорков скрещивали с болонками, чтобы улучшить качество шерсти, структуру волоса и получить шелковистость. В пользу этой теории говорит то, что у светлых йорков часто очень хорошее качество шерсти.
В конце XVIII века с началом индустриализации многие люди в поисках работы переезжали в города на западе графства, приезжали работники также и из Шотландии. С собой они привозили своих собак, которых в то время называли «Шотландскими терьерами» (англ. scotch terrier), впоследствии среди них были выделены такие породы как пейсли-терьер, клайдесдейл-терьер, каирский терьер, скай терьер. Вероятно, эти породы участвовали в выведении йоркширского терьера. Наиболее близки к современному йорку были пейсли-терьер и клайдесдейл-терьер, которые так и не были признаны Кеннел-Клубом как отдельные породы, и со временем их разведение было прекращено.
В Манчестере также был свой вид терьеров — Манчестерский терьер. Заводчикам удалось получить его разновидность с мягкой, длинной и шелковистой шерстью. Все эти породы и стали предками йоркширского терьера.
Выведением новой породы занялись ткачи, работавшие на новых фабриках. Им удалось вывести собаку с длинной шелковистой шерстью голубовато-стального цвета с чистыми золотисто-коричневыми подпалинами. Йорки того времени имели более длинное тело и более крупный размер, чем современные, обычной для них была масса 6—7 кг. Новая порода под названием «йоркширский голубой с подпалинами шелковистошёрстный терьер» быстро завоевала популярность, вытеснив другие разновидности небольших английских терьеров.
В 1886 году порода была признана Кеннел-Клубом и внесена в племенную книгу. В 1898 году был организован первый клуб йоркширских терьеров.

### Хаддерсфилдский Бен
Одним из первых знаменитых представителей породы стал Хаддерсфилдский Бен. Он родился в Хаддерсфилде у У. Иствуда в 1865 году и был продан миссис М. А. Фостер из Бредфорда. Бен был результатом инбридинга в двух поколениях. В возрасте 6 лет Бен погиб, попав под экипаж. За свою короткую жизнь он успел выиграть 74 приза на различных выставках и соревнованиях. Бен оставил многочисленное потомство и до сих пор упоминается как «отец породы» (father of the breed).

Хаддерфилдский Бен был лучшей племенной собакой породы своего времени и одной из наиболее замечательных собак всех пород и времён; большинство выставочных представителей породы в настоящее время являются его потомками с одной или нескольких сторон.
Оригинальный текст (англ.)Huddersfield Ben was the best stud dog of his breed during his life-time, and one of the most remarkable dogs of any pet breed that ever lived; and most of the show specimens of the present day have one or more crosses of his blood in their pedigree
— P. H. Coombs, 1891

### XX век
Об истории йоркширских терьеров в первой половине XX века сведений мало, с 1946 года — редкие сообщения о заводчиках и выставках. В год в племенную книгу Кеннел-клуба вносилось в среднем по 250 собак, во время войны — по 150—200. В 1947 году в Великобритании состоялась первая послевоенная выставка. За год в племенную книгу было внесено 953 йорка, в 1949 — более 1000, в 1960 — более 4000.
В 1940 году был выведен первый йоркширский терьер в Германии.
В Стране США, куда йорки попали ещё в 1872 году и были внесены в племенную книгу Американского Кеннел-клуба в 1878, интерес к ним упал в 1940-х. Возрождение интереса к породе связывают с собакой по имени Смоки!, «Воевавшей» во Вторую Мировую Войну. Популярность йорков растёт: в рейтинге AKC они занимали 9-е место в 1998 году, 6-е в 2003, а в 2006, 2007 и 2008 — 2-е место, уступая только лабрадорам ретриверам.

### Йорки в России
Первый йорк появился в России в 1971 году. Он был подарен балерине Ольге Лепешинской. Также появлялись отдельные экземпляры в крупных городах. В 1991 году в Мытищах был основан первый в России питомник, куда были привезены собаки из Испании и Англии, позже из Франции. Сейчас в национальном клубе породы зарегистрировано более 75 питомников, причём более 60 — в Москве и Московской области.

## Внешний вид
Йоркширский терьер — одна из самых маленьких пород собак. Согласно стандартам FCI и AKC, вес йорка не должен превышать 3,2 кг, минимальный вес или рост стандартом не ограничен. Общий вид так описан в стандарте: длинношёрстная собака, шерсть спадает абсолютно прямо и равномерно по бокам, пробор проходит от мочки носа до кончика хвоста. Очень компактная и изящная, осанка подчёркнуто горделивая и важная. Общее впечатление сильного с хорошими пропорциями корпуса животного.

### Шёрстный покров
Йоркширский терьер — длинношёрстная порода и не имеет подшёрстка. Это значит, что они практически не линяют. Их шерсть похожа на волосы человека в том, что она постоянно растёт и редко выпадает (только при расчёсывании или повреждении).
Благодаря структуре своей шерсти йорки реже вызывают у людей аллергию. В то же время, аллергенами могут являться также перхоть, обломки волос, слюна, запах собаки.

#### Стандарт
Стандарт так описывает шерсть йорка: на туловище средней длины, совершенно прямая (не волнистая), блестящая, тонкой шелковистой структуры, не пушистая. Шерсть на голове длинная, ниспадающая сочного золотистого красно-коричневого цвета; при этом окрас интенсивнее по бокам головы, у основания ушей и на морде, где шерсть наиболее длинная. Красно-коричневый окрас головы не должен распространяться на шею, не должен иметь примеси волос серого или чёрного цвета.
Окрас тёмный голубовато-стальной (не серебристо-голубой) простирается от затылочного бугра до основания хвоста. Не допускается примеси желтовато-коричневых, бронзовых или тёмных волос. Шерсть на груди интенсивного ярко красно-коричневого окраса. Все красно-коричневые волосы у корней темнее, чем в середине и к концам становятся ещё светлее.
Конечности хорошо покрыты шерстью золотистого красно-коричневого окраса. При этом концы волос оттенены более светло, чем корни. Красно-коричневый цвет не должен быть выше локтей и колен. Уши покрыты короткой шерстью очень сочного красно-коричневого цвета.
Хвост обильно покрыт шерстью голубого цвета, более тёмного оттенка, чем на корпусе, в особенности на конце хвоста.

#### Разновидности
Цвет шерсти у многих йорков не соответствует принятому стандарту; жёлто-коричневый цвет шерсти может варьироваться от очень светлого до тёмно-коричневого, а шерсть на основной части тела может быть чёрного или серебристого-серого оттенков.
Специалисты отмечают зависимость между структурой шерсти и окрасом. Слишком тёмные собаки редко имеют правильную шелковистую шерсть, обычно она волнистая и, как говорят, «пухлявая». Светлые собаки имеют более правильную текстуру, но их шерсть может пожелтеть со временем. Считается, что самой сложной задачей является получение насыщенного тёмно-стального цвета, но именно при таком окрасе собаки имеют структуру шерсти, наилучшим образом соответствующую стандарту и производящую наилучшее впечатление. Сейчас многие заводчики придают гораздо большее значение качеству шерсти по сравнению с окрасом, таким образом им удаётся вывести собак с равномерным окрасом и правильной структурой шерсти.
Также существуют «дизайнерские» разновидности йоркширских терьеров нестандартных окрасов: бивер-йорки. Их структура шерсти несколько отличается от традиционных йорков (более развит подшерсток), и доминирующим окрасом может быть белый цвет, а также шоколадно-коричневый с коричневой пигментацией мочки носа, лап и век. Данные разновидности признаны не всеми кинологическими организациями.

#### Шёрстный покров щенков
Йорки рождаются чёрными с несколькими подпалыми пятнами: на морде, под хвостом, на наружной стороне задних лап, на внутренней стороне передних от подмышки с небольшим заходом на грудь. Нижняя часть тела, челюсти и горла бронзовые. Пятна могут быть разных оттенков — от золотисто-жёлтого до тёмно-золотисто-бронзового, разного размера, шерсть разных цветов может перемешиваться.
Со временем шерсть начинает светлеть. Перецвет начинается с головы: чёрная или чёрно-коричневая шерсть сменяется золотисто-бронзовой, в итоге чёрного цвета на голове остаться не должно, также меняется цвет на груди и лапах. Отметины становятся более яркими и чёткими, исчезают участки с перемешанной шерстью разных цветов. Стальной цвет начинает появляться на шее, плечах, спине, пояснице и крестце, при взгляде сверху хорошо видна разница между более светлыми корнями и тёмными кончиками.
Не все щенки приобретают в результате правильный окрас, даже в одном помёте результаты перецвета могут оказаться разными. Не могут приобрести правильный цвет щенки, родившиеся полностью чёрными, бронзовыми, бронзовыми с черными пятнами или серыми, такие щенки не могут участвовать в разведении, им выдаются документы с пометкой «племенной брак», что, конечно, не мешает им быть домашними любимцами. Серьёзным нарушением также является бронзовая шерсть, перемешанная с чёрной.
При перецвете меняется также и структура шерсти. Рождаются щенки с гладкой шерстью и структура проявляется только со временем, у собак с жёсткой шерстью она часто становится более тонкой и шелковистой после 1 года. Свой окончательный окрас собака приобретает в 2-3 года, а иногда и позже..

#### Длина шерсти
Предписанная стандартом средняя длина шерсти на практике означает, что у выставочных собак она достигает пола. Чтобы шерсть такой длины не запутывалась и не секлась, её накручивают на папильотки, которые снимают только во время мытья и на выставках. На выставке шерсть на голове забирают в специальный узел — топ кнот (англ. top knot — узел на макушке).
Собак, уже закончивших выставочную карьеру или вообще не участвующих в выставках, обычно подстригают более или менее коротко. При этом шерсть на голове может остригаться коротко, образуя «чёлку», а может оставляться более длинной, тогда её собирают в «хвостик».

### Голова
Череп достаточно маленький, плоский, не выпуклый и не круглый. Мочка носа чёрная. Морда не длинная. Правильный ровный ножницеобразный прикус, при этом верхние резцы заходят плотно перед нижними. Зубы стоят в челюстях вертикально, челюсти ровные. Глаза средней величины, тёмные, блестящие, с бдительным, смышлёным выражением, прямопоставленные. Не выпуклые. Веки тёмные. Уши маленькие, V-образные, стоячие, не слишком широко расставленные, покрыты короткой шерстью очень сочного красно-коричневого цвета. Шея хорошей длины.
Длина морды (расстояние между носом и лобным выступом) составляет треть длины головы. Уши находятся довольно высоко на голове, на уровне лба и не слишком по бокам, не создают ощущения оттопыренных.

#### Бэби-фейс
Популярен также тип собак с укороченной мордой и большими глазами. Такой тип называют «бэби-фейс» (англ. baby-face — детское лицо), так как он придает морде умильное, детское выражение. При таком строении головы собака не соответствует стандарту — череп круглый, морда короткая, уши расположены низко, глаза большие, выпуклые, с удивлённым выражением. Эксперты на выставках отдают предпочтение собакам с классическим типом морды, соответствующим стандарту, но «бэби-фейс» выглядит очень привлекательно с точки зрения владельцев.
Собаки такого типа могут страдать хроническим конъюнктивитом из-за раздражения слишком крупных глазных яблок шерстью, а также сужения слёзного канала. Слишком короткая морда приводит к тому, что собака может издавать хрюкающие звуки во время игры или бега, а также храпеть во сне.

### Корпус и конечности
Корпус компактный. Спина прямая. Поясница очень крепкая. Грудь с умеренно выпуклыми рёбрами.
Передние конечности прямые, хорошо покрыты шерстью золотистого красно-коричневого окраса. При этом концы волос оттенены более светло, чем корни. Красно-коричневый цвет не должен быть выше локтей. Плечи хорошо расположены.
Задние конечности при взгляде сзади совершенно прямые, углы коленных суставов умеренно выражены. Хорошо покрыты шерстью сочного золотисто красно-коричневого окраса, при этом концы волос несколько светлее корней. Красно-коричневый цвет не должен быть выше колен. Лапы круглые, когти чёрные.

### Хвост
Согласно старым стандартам, хвост должен был купироваться. В стандарте МКФ 1998 года было указано: «обычно купируется до половины длины». В 2003 в стандарте появилось описание некупированного хвоста, а в действующем стандарте от 19.05.2009 уже не отдаётся предпочтения одному из видов:
- Прежде обычно купировался
- Купированный: Средней длины, обильно покрыт шерстью голубого цвета, более тёмного оттенка, чем на корпусе, в особенности на конце хвоста. Держится чуть выше линии спины.
- Некупированный: Обильно покрыт шерстью голубого цвета, более тёмного оттенка, чем на корпусе, в особенности на конце хвоста. Держится чуть выше линии спины. Как можно более прямой. Длина создаёт сбалансированное ощущение[25].

### Размер
Стандарты FCI и AKC определяют максимальный вес йорка — 3,1 кг, минимальный вес 2,3 кг, рост йорка стандартом не ограничен, но оптимальным считается 15-17 см. Стандарты также не предусматривают деления йорков на разновидности по размеру (в отличие, например, от такс или пуделей). В то же время, в России распространены неофициальные названия среди не профессионалов, означающие размер собаки, так называемые мини и микро, что означает во всем мире, что данные собаки являются браком.
Слишком маленькие собаки, особенно суки, не подходят для племенного разведения, очень болезненны и имеют малую продолжительность жизни. Выведение таких миниатюрных собачек вызвано спросом со стороны владельцев, желающих получить необычного домашнего любимца. С этой целью часто вяжут сук стандартного размера с мелкими кобелями. Также известны случаи, когда щенков специально недокармливают, чтобы затормозить их рост. В результате могут получаться собаки с нарушенным здоровьем и психикой. В то же время, крошечные собачки могут появляться и в помётах родителей стандартного размера.
Самым маленьким когда-либо зарегистрированным йорком считается Сильвия из Блэкберна, Англия. Она умерла в 1945 году в возрасте 2 лет, её рост в холке составлял 6,3 см, длина от кончика носа до основания хвоста 9,5 см и вес 113 г. В Книге рекордов Гиннесса с 1995 по 2002 год в качестве самой маленькой собаки был зарегистрирован йоркширский терьер Биг Босс, который принадлежал Чаи Ханчанакому из Таиланда. В возрасте одного года он имел рост 11,9 см и вес 481 г.

## Характер
Несмотря на миниатюрность, йоркширские терьеры сохраняют качества, присущие терьерам больших размеров — смелость, любопытство, неутомимость. Он доброжелателен и с людьми, и с другими собаками и предан хозяину.
Йоркширские терьеры больше чем собаки какой-либо другой породы нуждаются во внимании. Йоркширские терьеры готовы весь день проводить рядом с хозяином — на руках или следуя за ним по пятам. Они с удовольствием бегают, прыгают, играют в мяч, «охотятся» на птиц, мышей или солнечных зайчиков, при этом не забывая следить за реакцией хозяина. Йоркширские терьеры настойчиво добиваются своего, будь то внимание хозяина или порция еды. Йорк хорошо чувствует настроение хозяина и подстраивается под него.
Охотничий азарт йоркширского терьера иногда представляет для него опасность: в загородных посёлках йорки ловят и поедают жуков, а также раненых мышей, если их уронит хищная птица. И то, и другое, конечно, не смертельно ядовито, но способно спровоцировать расстройство желудка.

## Содержание и уход
Благодаря небольшому размеру йорка легко содержать в городе, даже в небольшой квартире. Йорка можно приучить к «кошачьему» лотку или специальной пелёнке в качестве туалета, что снимает проблему обязательных прогулок. В то же время прогулки доставляют йорку большое удовольствие, как и любая двигательная активность. Зимой его одевают, чтобы снег не набивался в шерсть, и собака не мёрзла. Йорка легко взять с собой в любую поездку в сумке-переноске.
Но необходимо учитывать, что собака таких размеров достаточно хрупка и её можно травмировать, например, наступив. Особенно аккуратно нужно обращаться с щенками, щенок йорка не подходит для семей с маленькими детьми, так как ребёнок может уронить его или слишком сильно сжать..
Наибольшую сложность представляет уход за шерстью, если она остаётся длинной. Обычно длинную шерсть растят у собак, которые участвуют в выставках. Собаку с длинной шерстью необходимо регулярно мыть с шампунем и бальзамом, а также смазывать шерсть маслом. Чтобы шерсть не спутывалась, её накручивают на папильотки. Чтобы папильотки не сбивались, поверх них на собаку надевают комбинезон. На задние лапы надевают носочки, чтобы собака не могла вычесать папильотки.
Если собака не участвует в выставках, её обычно подстригают довольно коротко. Существуют различные модели стрижек, которые можно выполнить в домашних условиях или обратившись к специалисту. В целях гигиены полностью состригают шерсть на нижней поверхности хвоста, под ним, в нижней части живота. В других местах шерсть может оставляться более или менее длинной. Стрижку нужно повторять раз в 2-3 месяца.
Глаза йорка необходимо протирать каждый день ватным тампоном, смоченным водой, для удаления глазных выделений, которые, смешиваясь с пылью, могут вызвать конъюнктивит. При этом нужно также расчёсывать шерсть на мордочке, чтобы она не попадала в глаза. Также нужно чистить уши, для облегчения чистки волосы внутри слухового прохода часто удаляют. Шерсть на верхней трети уха коротко подстригают ножницами или бритвой.
Зубы необходимо чистить для удаления налёта и камней. Можно чистить зубы специальной щёткой, давать собаке жевательные «косточки», при образовании заметных зубных отложений рекомендуется отвести собаку к ветеринару. Зубной камень приводит к пародонтозу, который, в свою очередь, может привести к раннему выпадению зубов, зубы могут выпадать уже в 2 года. Если когти у собаки не стачиваются сами во время прогулок (если собака мало гуляет или не гуляет вообще), их необходимо подстригать.

## Здоровье
Йорки обладают достаточно крепким здоровьем. Средняя продолжительность их жизни составляет 12—15 лет. Отдельные особи достигают возраста более 20 лет.
Некоторые болезни встречаются у йорков чаще, чем у других пород, особенно из-за их «мелкости»:
- Незарастание родничка — родничок может всю жизнь оставаться открытым, что повышает риск повреждений черепа.
- Крипторхизм — одно или оба яичка не опускаются в мошонку.
- Вывих коленной чашечки — растяжение или выворачивание суставов, может сопровождаться разрывом связок.
- Болезнь Пертеса — разрушение кости головки и шейки бедренной кости без воспалительного процесса. Проявляется между 3 и 5 месяцами жизни и вызывает хромоту.
- Трахеальный коллапс[англ.] — резкие дыхательные движения (при волнении или резком натягивании поводка) могут привести к моментальному сужению трахеи, поскольку хрящевые полукольца у мелких пород слабо развиты.
- Нарушение смены зубов — молочные зубы, особенно клыки, могут оставаться при смене зубов, при этом постоянные растут рядом. Удаление молочных зубов проводится под наркозом в ветеринарной клинике[1].
- Дистихиаз — появление дополнительного ряда ресниц позади нормально растущих[37].